# Boca de Uchire
Boca de Uchire – miasteczko w Wenezueli, w stanie Anzoátegui. Jest dość specyficznie usytuowane. W zachodniej części miasta jest centrum, a wschodnia część (z domami letniskowymi lub jednorodzinnymi), która się ciągnie przez kilka kilometrów, jest w 300-metrowym pasie pomiędzy Morzem Karaibskim a laguną